# Ратленд (графство)
Ратленд (англ. Rutland, МФА /ˈrʌtlənd/) — графство в Англії.
Населення 38 400 (Оцінка 2007  року).
Густота населення 101 осіб/км².
Площа 381.5 км².
1997 року виведене з церемоніального графства Лестершир, до якого відносилось з 1974 року, й набуло статусу церемоніального графства.